# Aeropuerto Internacional Louis Armstrong
El Aeropuerto Internacional Louis Armstrong (del inglés: Louis Armstrong New Orleans International Airport) (del francés: Aéroport international Louis Armstrong de La Nouvelle-Orléans) (IATA: MSY, OACI: KMSY, FAA LID: PMSY), es un aeropuerto internacional bajo el espacio aéreo de Clase B en Kenner, Parroquia de Jefferson, Luisiana, Estados Unidos. Es propiedad de la ciudad de Nueva Orleans y se encuentra a 18 km (11 millas) al oeste del centro de Nueva Orleans. Una pequeña porción de la pista 11/29 se encuentra en la zona no incorporada de Parroquia de St. Charles. Armstrong International es el principal aeropuerto comercial del Área metropolitana de Nueva Orleans y del sureste de Luisiana.
MSY cubre 607 ha (1,500 acres) de tierra. A un promedio de 1.4 m (4.5 pies) sobre el nivel del mar, MSY es el segundo aeropuerto internacional más bajo del mundo, solo detrás del Aeropuerto de Ámsterdam-Schiphol en los Países Bajos, que está a 3.4 m (11 pies) por debajo del nivel del mar.

## Historia
El aeropuerto fue originalmente llamado así después de que el temerario aviador John Moisant, que murió en un accidente de avión en esta tierra (que estaba dedicada a la agricultura en ese tiempo) en 1910. La abreviación MSY deriva de Moisant Stock Yards. 
Los planes para el Moisant Field empezaron en 1940, ya que el antiguo Shushan Airport de Nueva Orleans, ahora New Orleans Lakefront Airport (NEW), continúa sirviendo a empresas privadas, estaba en necesidad de expansión o sustitución. En la Segunda Guerra Mundial la tierra se convirtió en una base aérea gubernamental. Volvió a control civil después de la guerra y empezó el servicio comercial en el Moisant Field en mayo de 1946.
El 19 de septiembre de 1947, el aeropuerto fue temporalmente cerrado después de una inundación de medio metro de agua por el Huracán Lauderdale.
Historicalmente, la Eastern Air Lines sirvió en MSY, incluyendo el servicio silencioso Boeing 727 a Dallas, Tampa y Miami, así como a Nueva York y a Atlanta. Utilizando tales aviones como el 727, Douglas DC-8 y DC-10s, National Airlines proporcionó servicio a ciudades como Miami, Tampa, Houston, Las Vegas, Los Ángeles, San Diego y San Francisco. La terminal actual fue construida en 1959.
MSY fue también sede de Pride Air que tuvo una vida muy corta, una aerolínea operada durante tres meses en 1985 utilizando Boeing 727.  
El 11 de julio de 2001, el aeropuerto fue renombrado en honor al músico de jazz Louis Armstrong en el centenario de su nacimiento.

### Huracán Katrina
El aeropuerto fue cerrado para tráfico comercial aéreo el 28 de agosto de 2005, poco antes que el Huracán Katrina azotara Nueva Orleans y permaneciera cerrado ya que las inundaciones afectaron a la ciudad. La Associated Press informó el 31 de agosto que MSY recibiría ayuda humanitaria y que el aeropuerto "no sufriría daños significantes en su espacio y no tendría agua estancada en zonas de movimiento aéreo", aunque el aeropuerto tuvo, como ponía en el artículo, "daños sustanciales en sus suelos, hangares y vallado."   A principio de septiembre, el aeropuerto fue abierto sólo para aviones militares y vuelos humanitarios y sirvió como centro de unión para evacuaciones de emergencia.

### Restauración
MSY se reabrió a vuelos comerciales el 13 de septiembre de 2005, con cuatro vuelos operados por Delta Air Lines a Atlanta y por Northwest Airlines a Memphis. Lentamente, el servicio de otros operadores empezó a reanudarse con servicio limitado por Southwest Airlines, Continental Airlines y American Airlines. Finalmente, todos los operadores anunciaron su vuelta con servicio limitado a excepción de Frontier Airlines, Midwest Airlines y los operadores internacionales Air Canada y TACA. Continental Airlines se convirtió en la primera aerolínea en volver a los niveles de frecuencia de antes del Katrina a principios de 2006 y en septiembre de 2006, se convirtieron en la mayor aerolínea sirviendo en Nueva Orleans para volver a los niveles de capacidad de asientos anteriores al huracán. 
En noviembre de 2007, las operaciones del MSY serían el 75% de su estado pre-Katrina, medidas por la cantidad de asientos diarios de las aerolíneas. El 82% de vuelos diarios habrían sido restaurados y el 93% de ciudades con servicio directo y 0% de ciudades internacionales sin paradas.

#### Incentivos para las Aerolíneas
El 21 de noviembre de 2006, la Junta del Aeropuerto de Nueva Orleans aprobó una iniciativa de servicio aéreo para promocionar el incremento del servicio para el Armstrong International: 
- Se les concedió a las aerolíneas un crédito de 0.75$ por asiento para el uso terminal para salidas programadas sobre el 85% de los niveles pre-Katrina durante un periodo de 12 meses.
- A las aerolíneas se les concedió una exención de tarifas de aterrizaje por servicio a un aeropuerto del que no se tenía servicio en Nueva Orleans durante 12 meses.

#### Incentivos para Pasajeros
En noviembre de 2006, el aeropuerto abrió un "terreno para teléfonos móviles" en la esquina entre Airline Drive y Hollandey Street a través de la carretera de acceso al aeropuerto, para que la gente recoja a pasajeros que llegan para que esperen hasta que el pasajero llame para decir que está listo para la recogida.
También, el 6 de diciembre de 2006, el Aeropuerto Armstrong International lanzó una campaña de mantenimiento de 8 millones de dólares para limpiar y mejorar el entorno, para los usuarios que llegan y salen de la región de Nueva Orleans.
La campaña conocida como Music To Your Eyes, es diseñada para transformar el aeropuerto en una instalación más amigable con los visitantes: con mejoras en la iluminación, limpieza, asientos, mantenimiento de la recogida de equipajes, congestión de camiones y áreas para fumadores designadas.

### Tornado de febrero de 2006
En torno a las 2:30 de la mañana del 3 de febrero de 2006, un tornado tocó tierra del MSY. El daño del tornado fue significativo pero principalmente confinado en la Sala C, donde American Airlines, United Airlines, AirTran Airways y las llegadas internacionales tienen la base. Muchas reparaciones temporales después del Huracán Katrina fallaron, incluyendo un parche techo, forzando a las líneas aéreas a realojar sus operaciones en puertas vacantes. Las pistas y otros equipos de tierra también sufrieron daños. A finales del 2006, todos estos habían sido reparados.

### Servicios Internacionales
La Sala C del Armstrong International, localizado en la Terminal Oeste del aeropuerto, contiene una instalación completamente cerrada de Aduanas e Inmigración. Once de las 15 puertas de las salas ofrecen accesos directos a esta área y así pueden aceptar llegadas del extranjero desde todo el mundo, en aviones tan grandes como los Boeing 747-400.
Hasta 2005, los servicios regulares internacionales programados desde MSY fueron proporcionados por Air Canada hacia Toronto y Grupo TACA hacia San Pedro Sula en Honduras. MSY ha tenido 26 destinos internacionales sin escala en su historia, seis de ellos intercontinentales. En los años 1980, la ciudad tenía un vuelo de British Airways entre Londres y Ciudad de México utilizando aviones Lockheed L-1011 TriStar, que hacía una parada intermedia en MSY. National Airlines también volaba sin escalas a Ámsterdam, París (Orly) y Fráncfort del Meno desde MSY utilizando aviones McDonnell Douglas DC-10.  
Todos los servicios internacionales en MSY fueron suspendidos cuando las instalaciones FIS fueron cerradas después del paso del Katrina. Se reabrieron para la afluencia de llegadas de vuelos chárter desde Londres, Mánchester, Bournemouth y Nottingham, todos los vuelos turísticos para el Mardi Gras y un barco de crucero.

### Nueva Terminal
El 21 de diciembre de 2015, la Junta de Aviación de Nueva Orleans, junto con el alcalde de Nueva Orleans y el Concejo Municipal, aprobaron un plan para construir un nuevo edificio de terminal de $598 millones de dólares en el lado norte de la propiedad del aeropuerto con dos salas y 30 puertas. La construcción comenzó en enero de 2016, y Hunt-Gibbs-Boh-Metro figuraba como el contratista en riesgo.
Debido a un crecimiento más rápido de lo esperado en el aeropuerto, en marzo de 2017 la Junta de Aviación de Nueva Orleans votó para agregar una expansión de aproximadamente $178 millones de dólares al nuevo complejo terminal, lo que eleva el costo total de construcción a $993 millones, agrega una tercera sala y aumenta el número de puertas a 35. Los costos finales de construcción del proyecto ascendieron a $1,300 millones de dólares.

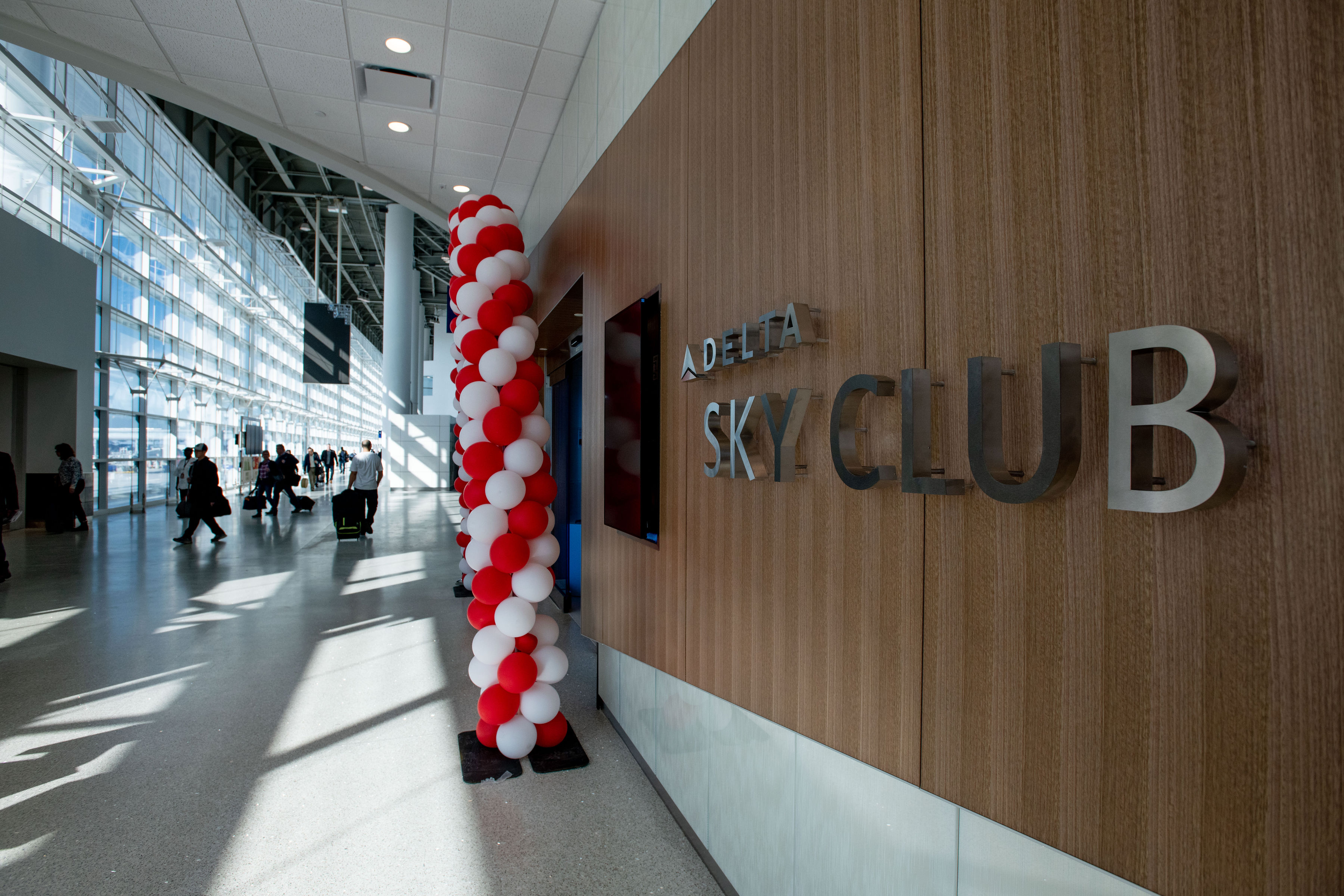
Gran inauguración del Delta SkyClub en MSY, el miércoles 6 de noviembre de 2019.

La apertura de la terminal se retrasó cuatro veces. La fecha de finalización prevista original era mayo de 2018, que habría sido a tiempo para el 300 aniversario de Nueva Orleans, pero primero se retrasó hasta octubre de 2018. Con la expansión adicional, la fecha de apertura anticipada se trasladó a febrero de 2019 para que todo el complejo pudiera abrir de una vez. Debido a un problema de la línea de alcantarillado principal, la apertura de la nueva terminal se retrasó aún más hasta mayo de 2019. En abril de 2019, la apertura se retrasó aún más hasta el otoño de 2019. La instalación finalmente abrió el 6 de noviembre de 2019.
Una de las razones del retraso en la apertura de la nueva terminal fue la falta de acceso exclusivo de la autopista interestatal a la nueva instalación. Las nuevas salidas interestatales de estilo paso elevado no comenzaron a construirse hasta poco antes de que se abriera la terminal y no se espera que estén terminadas hasta 2023. Hasta entonces, la salida interestatal actual más cercana a la nueva terminal, Loyola Drive, se ha ampliado para manejar el aumento del tráfico.
La nueva terminal tiene un puesto de control de seguridad centralizado con nuevas tiendas y restaurantes detrás del puesto de control de seguridad, incluidos varios restaurantes dirigidos por chefs locales. Se ha construido un nuevo estacionamiento con 2,190 plazas de aparcamiento y se proyecta un nuevo hotel de aeropuerto con financiación privada. Las aerolíneas que vuelan desde el MSY también han financiado, a su costa, la construcción de un sistema de combustible de $39 millones de dólares.
Los planes también requieren la demolición de las Salas A, B y C del complejo terminal del lado sur existente, al tiempo que se reutiliza la Sala D para servicios chárter y oficinas administrativas. La antigua terminal tiene 34 puertas pero solo usó 30 puertas; la nueva terminal está diseñada para 35 puertas, con una opción para expandirse a 42.

## Instalaciones

### Terminal
La terminal está en el lado norte del aeródromo y tiene 35 puertas. Las salidas y la venta de boletos están en el nivel 3, el control de seguridad de la TSA está en el nivel 2 y las llegadas y el reclamo de equipaje están en el nivel 1.
La 'Sala A tiene 6 puertas, 5 de las cuales son capaces de aceptar llegadas internacionales. Todas las puertas de la sala son de uso común, con la ocupación actual de Allegiant Air, American, American Eagle, Air Canada Express, British Airways, Condor, Copa, Sun Country y Vacation Express.
La Sala B tiene 14 puertas. Las aerolíneas asignadas a esta sala son Allegiant Air, American, American Eagle, Frontier y Southwest.
La Sala C tiene 15 puertas. Las aerolíneas asignadas a esta sala son Alaska, Delta, Delta Connection, JetBlue, Spirit, United y United Express.

### Transporte terrestre
La terminal es servida por la Interestatal 10 en la salida 221. El servicio de autobús entre el aeropuerto y el centro de Nueva Orleans es proporcionado por la ruta 202 expreso del aeropuerto de la Autoridad de tránsito regional de Nueva Orleans y el autobús E-2 de Jefferson Transit. Airport Shuttle ofrece servicios a la mayoría de los hoteles y hostales en el distrito central de negocios de Nueva Orleans por $24 por persona (solo ida) y $38 por persona (ida y vuelta).
La instalación de alquiler de coches se encuentra en el lado sur del aeródromo junto a la antigua terminal.

## Aerolíneas y destinos

### Pasajeros
| Aerolíneas           | Destinos |
| -------------------- | --- |
| Air Canada           | Toronto–Pearson |
| Alaska Airlines      | Seattle/Tacoma Estacional: Portland (OR) |
| Allegiant Air        | Cincinnati, Punta Gorda (FL) (inicia el 21 de noviembre de 2025) |
| American Airlines    | Charlotte, Chicago–O'Hare, Dallas/Fort Worth, Filadelfia, Miami, Nueva York-LaGuardia, Phoenix-Sky Harbor, Washington–National |
| American Eagle       | Chicago–O'Hare, Dallas/Fort Worth, Filadelfia, Washington–National Estacional: Miami |
| Avelo Airlines       | Estacional: New Haven |
| Breeze Airways       | Charleston (SC), Fayetteville/Bentonville, Las Vegas (inicia el 4 de febrero de 2026), Los Ángeles (reinicia el 4 de febrero de 2026), Myrtle Beach (inicia el 4 de septiembre de 2025), Norfolk, Orlando, Raleigh/Durham, Richmond, Savannah (inicia el 5 de septiembre de 2025), Tampa Estacional: Fort Myers, Jacksonville (FL), Pittsburgh |
| British Airways      | Londres–Heathrow |
| Delta Air Lines      | Atlanta, Boston, Detroit, Los Ángeles, Mineápolis/St. Paul, Nueva York-JFK, Nueva York-LaGuardia, Salt Lake City |
| Delta Connection     | Austin |
| Frontier Airlines    | Atlanta, Denver, Filadelfia, Orlando |
| JetBlue Airways      | Boston, Nueva York-JFK |
| Southwest Airlines   | Atlanta, Austin, Baltimore, Cancún, Chicago-Midway, Dallas-Love, Denver, Fort Lauderdale, Houston-Hobby, Kansas City, Las Vegas, Los Ángeles, Nashville, Nueva York-LaGuardia, Orlando, Phoenix-Sky Harbor, San Antonio, San Diego, San Luis, Tampa, Washington-National Estacional: Long Beach, Raleigh/Durham                                |
| Spirit Airlines      | Atlanta, Baltimore, Cancún, Charlotte, Chicago-O'Hare, Dallas/Fort Worth, Detroit, Fort Lauderdale, Houston-Intercontinental, Las Vegas, Los Ángeles, Miami, Nashville, Newark, Orlando, San Pedro Sula, Raleigh/Durham, Tampa, Tegucigalpa/Comayagua Estacional: Boston, Columbus, Indianápolis, Memphis, San Antonio                         |
| Sun Country Airlines | Estacional: Mineápolis/St. Paul |
| United Airlines      | Chicago-O'Hare, Denver, Houston-Intercontinental, Newark, San Francisco, Washington-Dulles |
| United Express       | Estacional: Chicago-O'Hare, Houston-Intercontinental, Washington–Dulles |

### Carga
| Aerolíneas    | Destinos                                      |
| ------------- | --------------------------------------------- |
| Amazon Air    | Cincinnati, Lakeland                          |
| DHL Aviation  | Cincinnati, Houston–Intercontinental, Memphis |
| FedEx Express | Indianápolis, Memphis                         |
| UPS Airlines  | Houston–Intercontinental, Louisville          |

### Destinos internacionales

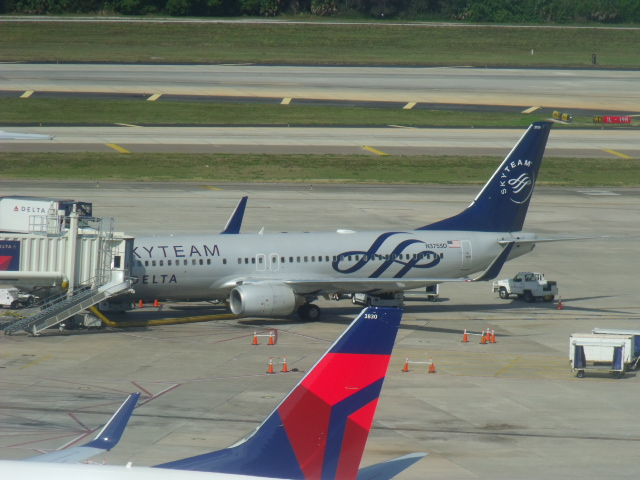
Operaciones de Delta Air Lines en la Sala E.

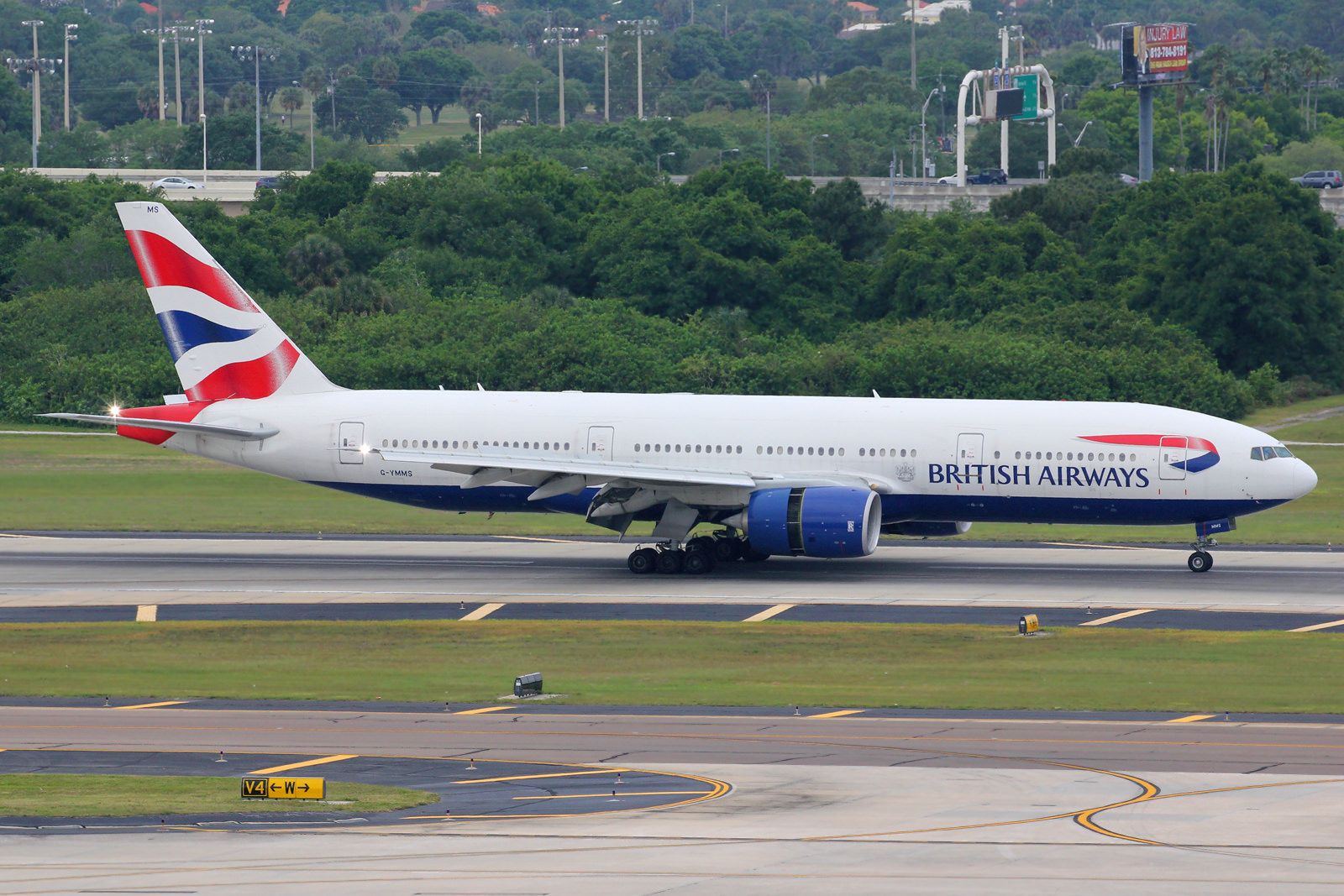
Un Boeing 777-200ER de British Airways arribando de Londres–Gatwick.

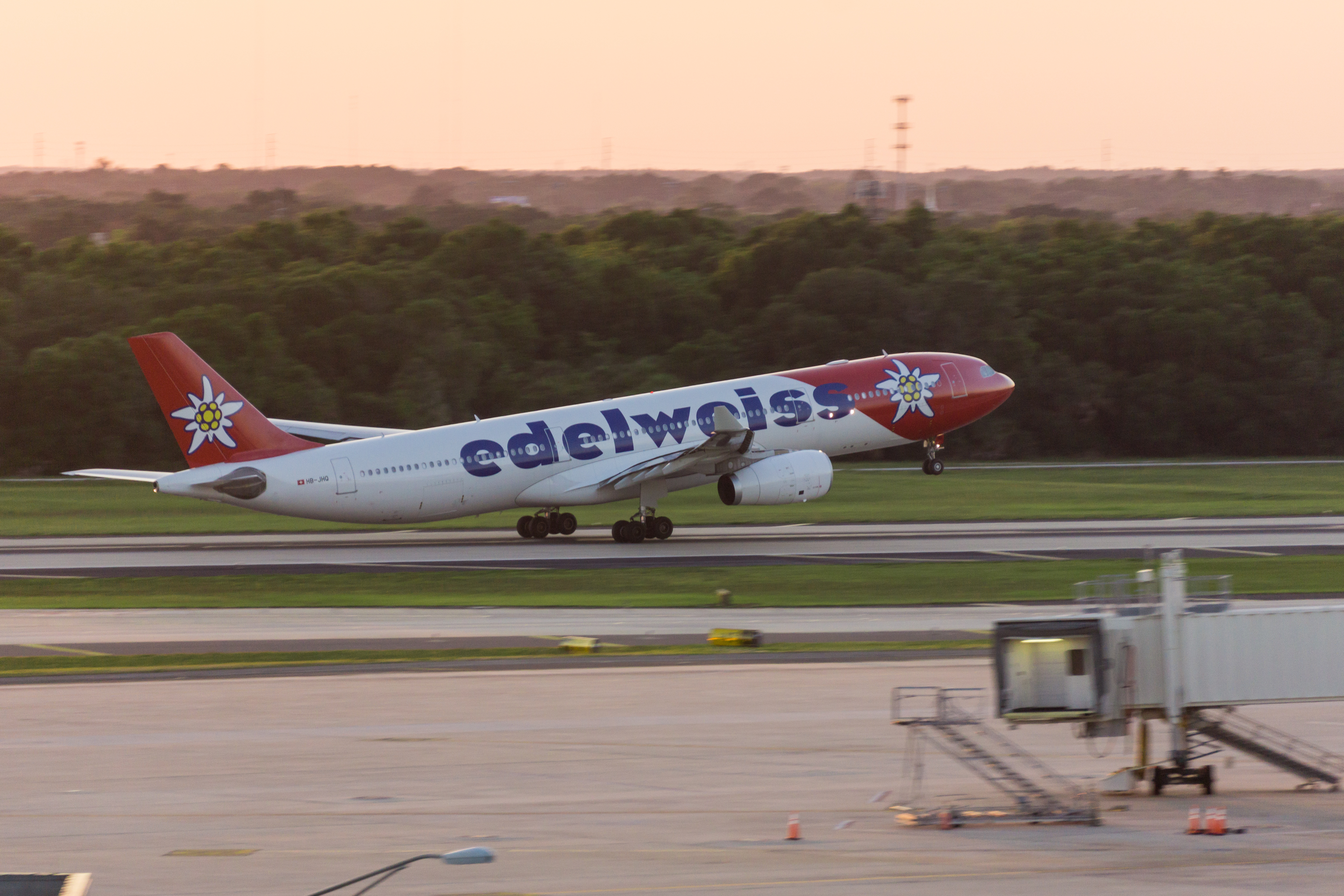
Un Airbus A330-300 de Edelweiss Air despegando haciaZúrich.

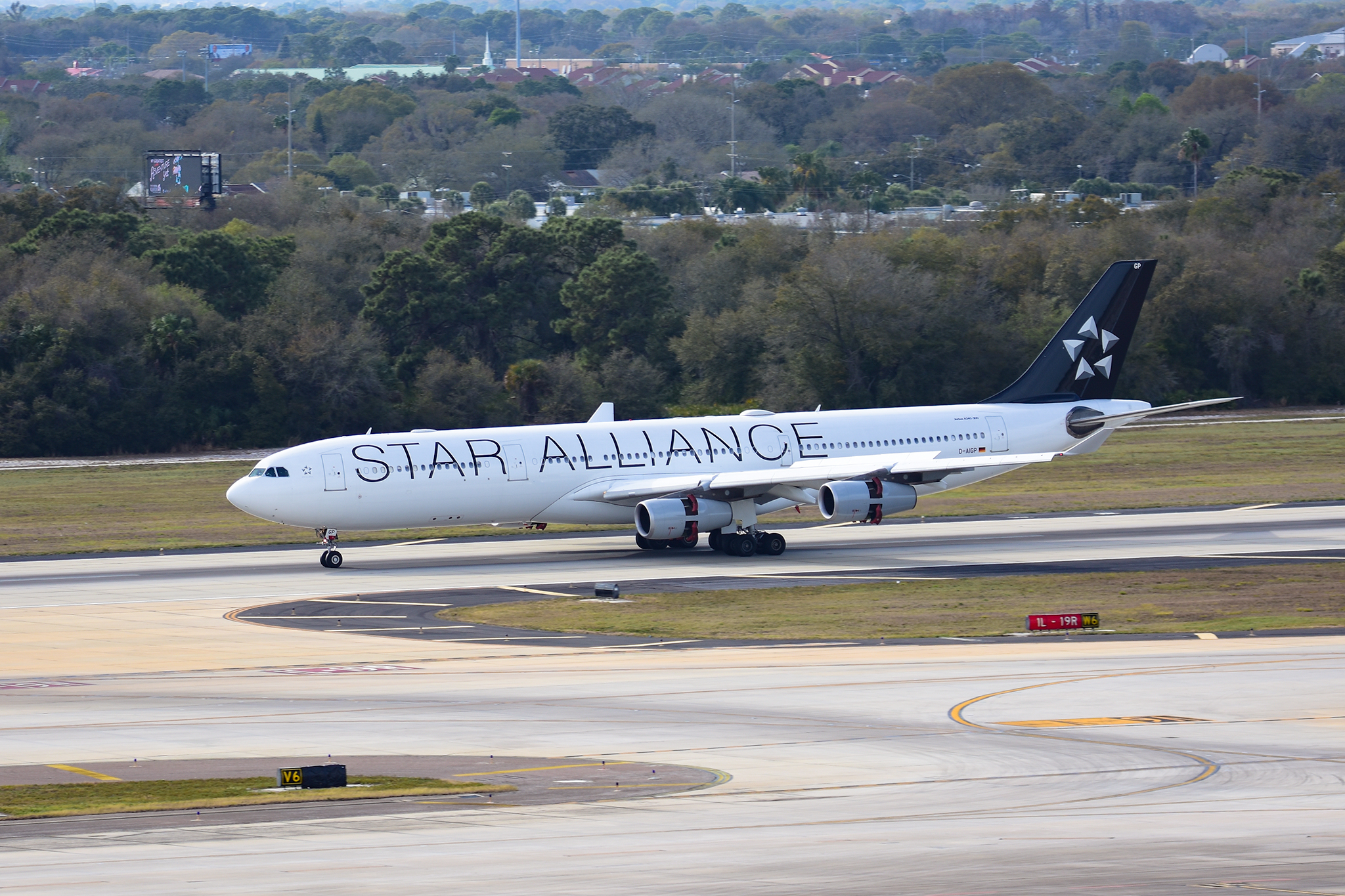
Un Airbus A340-300 de Lufthansa llegando de Fráncfort.

Se ofrece servicio a 5 destinos internacionales, a cargo de 4 aerolíneas.
| Ciudades por países                       | Nombre del aeropuerto                          | Aerolíneas                           |              |              |              |
| Norteamérica                              | Norteamérica                                   | Norteamérica                         | Norteamérica | Norteamérica | Norteamérica |
| ----------------------------------------- | ---------------------------------------------- | ------------------------------------ | ------------ | ------------ | ------------ |
| Canadá (1 destino, 1 aerolínea)           |                                                |                                      |              |              |              |
| Toronto                                   | Aeropuerto Internacional Toronto Pearson       | Air Canada                           |              |              |              |
| México (1 destino, 2 aerolíneas)          |                                                |                                      |              |              |              |
| Cancún                                    | Aeropuerto Internacional de Cancún             | Southwest Airlines / Spirit Airlines |              |              |              |
| Centroamérica y El Caribe                 |                                                |                                      |              |              |              |
| Honduras (2 destinos, 1 aerolínea)        |                                                |                                      |              |              |              |
| San Pedro Sula                            | Aeropuerto Internacional Ramón Villeda Morales | Spirit Airlines                      |              |              |              |
| Tegucigalpa                               | Aeropuerto Internacional Palmerola             | Spirit Airlines                      |              |              |              |
| Europa                                    |                                                |                                      |              |              |              |
| Reino Unido (1 destino, 1 aerolínea)      |                                                |                                      |              |              |              |
| Londres                                   | Aeropuerto de Londres-Heathrow                 | British Airways                      |              |              |              |
| Total: 5 destinos, 4 países, 4 aerolíneas |                                                |                                      |              |              |              |

## Estadísticas

### Rutas más transitadas
| Número | Ciudad                        | Pasajeros | Aerolínea                                                                               |
| ------ | ----------------------------- | --------- | --------------------------------------------------------------------------------------- |
| 1      | Atlanta, Georgia              | 692,000   | Delta Air Lines, Southwest Airlines, Spirit Airlines                                    |
| 2      | Dallas, Texas (DFW)           | 392,000   | American Airlines, Spirit Airlines                                                      |
| 3      | Houston, Texas (IAH)          | 370,000   | Spirit Airlines, United Airlines, United Express                                        |
| 4      | Orlando, Florida              | 316,000   | Frontier Airlines, Southwest Airlines, Spirit Airlines                                  |
| 5      | Denver, Colorado              | 298,000   | Frontier Airlines, Southwest Airlines, Spirit Airlines, United Airlines, United Express |
| 6      | Charlotte, Carolina del Norte | 275,000   | American Airlines, American Eagle                                                       |
| 7      | Dallas, Texas (DAL)           | 253,000   | Southwest Airlines                                                                      |
| 8      | Houston, Texas (HOU)          | 250,000   | Southwest Airlines                                                                      |
| 9      | Los Ángeles, California       | 234,000   | Breeze Airways, Delta Air Lines, Southwest Airlines, Spirit Airlines                    |
| 10     | Chicago, Illinois             | 214,000   | American Airlines, American Eagle, Spirit Airlines, United Airlines, United Express     |

### Tráfico anual
| Año  | Pasajeros  | % Cambio |
| ---- | ---------- | -------- |
| 2017 | 12,009,512 | —        |
| 2018 | 13,122,762 | 9.3%     |
| 2019 | 13,644,666 | 4.0%     |
| 2020 | 5,278,752  | 61.3%    |
| 2021 | 8,074,158  | 52.8%    |
| 2022 | 11,895,985 | 47.3%    |
| 2023 | 12,738,847 | 7.1%     |
| 2024 | 13,201,419 | 3.6%     |

## Aeropuertos cercanos
Los aeropuertos más cercanos son:
- Aeropuerto Internacional de Gulfport–Biloxi (104km)
- Aeropuerto Metropolitano de Baton Rouge (126km)
- Aeropuerto Regional de Mobile (189km)
- Aeropuerto Regional de Hattiesburg-Laurel (194km)
- Aeropuerto Regional de Lafayette (196km)